# Стефен Себерг
Стефен Кент Себерг (норв. Steffen Kent Søberg — Осло, 6. август 1993) професионални је норвешки хокејаш на леду који игра на позицији голмана.
Члан је сениорске репрезентације Норвешке за коју је на међународној сцени дебитовао на светском првенству 2013. године. Био је члан норвешког олимпијског тима на ЗОИ 2014. у Сочију.
Године 2011. учествовао је на улазном драфту НХЛ лиге где га је као 117. пика у четвртој рунди одабрала екипа Вашингтон капиталса. Од 2012. игра у дресу норвешке Волеренге у норвешкој лиги.